# Hymeniacidon longistylus
Hymeniacidon longistylus är en svampdjursart som beskrevs av Desqueyroux 1972. Hymeniacidon longistylus ingår i släktet Hymeniacidon och familjen Halichondriidae. Inga underarter finns listade i Catalogue of Life.